# Daniela Krtsch
Daniela Krtsch (Göttingen, Alemanha, 1972) é uma pintora alemã, vive e trabalha em Lisboa.

## Biografia
Estudou pintura e gravura no Ar.Co — Centro de Arte e Comunicação Visual, Lisboa (1998-2003). Em 2005 recebeu, em Paris, o prémio “Fully Connected / Microaudiowaves. Best Videoclip 2005, QWARTZ Awards”, em 2003 representa Portugal na “Young Creatives Biennal” de Atenas e em 2002 recebeu uma bolsa da Caixa Geral de Depósitos.
Recorre à pintura, fotografia e escultura para criar diálogos e narrativas suspensas, inspirada em memórias e experiências, pessoais e colectivas, através das quais investiga as esferas de cruzamento entre realidade e ficção.
Na sua forma de trabalhar existe uma grande abertura e vontade de experimentar novos media e formas de expressão diferentes cruzando as técnicas habituais criando resultados invulgares.
Tem exposto regularmente e de forma consistente desde 2000, nomeadamente em Lisboa, Paris, Barcelona, Atenas e Londres.
Está representada nas colecções Deutsche Bank, Colecção PLMJ, Coleccion Navacerrada, entre outras.
É representada por Salgadeiras Arte Contemporânea, em Lisboa.

## Exposições

### Individuais
2023. "Looking for Eden", Galeria Belo-Galsterer. Lisboa.

2022. "Take me to the dawn". Galeria das Salgadeiras. Lisboa.
2020. “Please be quiet, please”. Galeria das Salgadeiras. Lisboa.
2020. “À procura de outro continente”. Espaço 351 — Galeria Fernando Santos. Porto.
2019. “Jorinde & Joringel”. Galeria Belo-Galsterer. Lisboa.
2018. “Fathing Youth”. Porta 14. Lisboa.
2015. 20º Programa de Exposições. Carpe Diem Arte e Pesquisa. Lisboa.
2014. “Heimat”. Galeria 3+1. Lisboa.
2013. Arte nas conferências "Olhar o Futuro", com curadoria de Filipa Oliveira. Museu do Oriente. Lisboa.
2011. Solo project — ArteSantander. Galeria 3+1. Santander. Espanha.
2011. “Overtime. Galeria 3+1. Lisboa. 
2009. “Remembrance”. Galeria 3+1. Lisboa.
2008. “A vida dos outros”. Casa das Artes de Tavira.
2007. “TERRA. Galeria Minimal. Porto.
2007. “DEZEMBRO”. Vera Cortês Art Agency. Lisboa.  

### Coletivas
2023. Shortlist de Portuguese Sovereign Art Prize. Sociedade Nacional de Belas Artes. Lisboa.
2023.  “(Un)Common proximity”. Galeria Belo-Galsterer. Lisboa.
2023.  “Non finito”. Centro de Cultura Contemporânea de Castelo Branco. 
2023. “POSE”. Centro de Arte Contemporânea de Coimbra.
2023. “Lojas com história”. Farmácia Andrade. Câmara Municipal de Lisboa. 
2023. “A prática do infinito pela leitura”. Centro Cultural Vila Flor.
2022. "These Walls can Talk. 10 Anos Galeria Belo-Galsterer". Galeria Belo-Galsterer. Lisboa.
2019. “Ater”. Galeria das Salgadeiras. Lisboa.
2019. “10/40”. Kubikgallery. Porto.
2016. 20º Programa de Exposições. Carpe Diem Arte e Pesquisa. Lisboa.
2016. “Musas Inspiradoras”. Casa da Cerca. Almada.
2009. “Heimweh - Saudade”. Plataforma Revólver. Lisboa
2009. “Mulheres à Beira de um Ataque de Nervos”. Espaço A.C. Lisboa.
2008. Curso de Fotografia, Criatividade e Criação Artística. Fundação Calouste Gulbenkian. Lisboa. 2006. Galeria Minimal. Porto.
2006. “Opções e Futuros” — Coleção PLMJ. Espaço A.C. Lisboa.
2003. Ar.Co. Cordoaria Nacional. Lisboa.
2003. Young Creatives International Show 2002. Atenas. Grécia.
2003. Young Creatives Show 2002. Santa Maria da Feira.
2003. Espaço Aberto. Lisboa.
2002. “Ein König und 6 Königinnen”. Gera. Alemanha.
2002. Young Creatives 2001. Coimbra.
2002. Ar.Co. Almada.
2001. Ar.Co. Almada.
2001. Colectiva de gravura. Ar.Co. Lisboa.
2000. Contemporary German Art. Quinta das Covas. Vila Franca de Xira.

## Feiras de arte
(2024). Feria ARCO Lisboa, Salgadeiras Arte Contemporânea. Lisboa.
2021. “Repouso e movimento. Invenção”. Galeria das Salgadeiras. Lisboa.

## Projetos
2006.   Projeto Site-specific. Hospital CUF Descobertas. Lisboa.
2005. Costumized Paper jacket – NIKE / ModaLisboa.
2005. Artwork para o vídeo clip “Fully Connected” — Microaudiowaves.
2005. Artwork e fotografias para o álbum “No Waves”  — Microaudiowaves.
2005. Artwork para “La.Ga/ Krvkurva Un certain regard”. Mercado del Borne Gallery. Barcelona.

## Prémios
2006. Fully Connected / Microaudiowaves. Best Videoclip 
2005. QWARTZ Awards. Paris. França.
2003. Young Creatives Prize. Atenas. Grécia

## Bolsas
2002. Caixa Geral de Depósitos

## Coleções
Está representada em coleções institucionais como:
Coleção de Arte Contemporânea do Estado
Coleção Deutsche Bank
Coleção PLMJ
Colección Navacerrada